# Ботвил
Ботвил (фр. Beauteville) насеље је и општина у јужној Француској у региону Миди Пирене, у департману Горња Гарона која припада префектури Тулуз.
По подацима из 2011. године у општини је живело 189 становника, а густина насељености је износила 42,09 становника/km². Општина се простире на површини од 4,49 km². Налази се на средњој надморској висини од 250 метара (максималној 293 m, а минималној 181 m).

## Демографија
| 1962. | 1968. | 1975. | 1982. | 1990. | 1999. | 2011. |
| ----- | ----- | ----- | ----- | ----- | ----- | ----- |
| 109   | 121   | 93    | 81    | 101   | 104   | 189   |

График промене броја становника у току последњих година